# نوفاك بوشكوفيتش
نوفاك بوشكوفيتش (بالصربية: Новак Бошковић)‏ مواليد 23 مايو 1989 في صربيا، هو لاعب كرة يد صربي يلعب كظهير أيمن. مثل منتخب صربيا لكرة اليد.

## سجل المنافسة
شارك في البطولات التالية:
- بطولة أوروبا لكرة اليد للرجال 2016